# Ceratotherium
Ceratotherium is een geslacht van zoogdieren uit de  familie van de Rhinocerotidae (Neushoorns).

## Soort en ondersoorten
- Ceratotherium simum Burchell, 1817 – Witte neushoorn
  - Ceratotherium simum cottoni Lydekker, 1908 – Noordelijke witte neushoorn
  - Ceratotherium simum simum (Burchell, 1817) – Zuidelijke witte neushoorn